# 琵琶湖西岸断層帯
琵琶湖西岸断層帯（びわこせいがんだんそうたい）とは、琵琶湖の西岸をほぼ南北に伸びる全長約59キロメートルの活断層帯。西側が東側に対して相対的に高くなる逆断層で、西側で比良山地、東側で近江盆地および琵琶湖を形成する。
琵琶湖西岸断層帯は複数の断層が断続的に連続して構成されている。それらは活動時期の違いから北部と南部に分かれるが、南北の断層が連動する可能性もある。2009年に発表された長期評価では地震のリスクについて、北部で100年以内の地震発生確率は4-10%（信頼度は低い）で地震の規模はマグニチュード7.1程度、南部で100年以内の地震発生確率はほぼ0%（信頼度はやや低い）で地震の規模はマグニチュード7.5程度、南北が連動した場合の地震の規模はマグニチュード7.8程度と推計されている。
また琵琶湖西岸断層帯の西には三方・花折断層帯がほぼ並行している。両断層帯は花折断層の直下約５キロメートルで1つの震源断層に収斂していることが推定されており、両断層帯が連動する可能性もある。

## 概要

琵琶湖西岸断層帯
下絵は国土地理院の『デジタル標高地形図』技術資料D1‐No.967を利用。断層を表す線などは『琵琶湖西岸断層帯の長期評価の一部改訂について』地震調査研究推進本部（2009年）を参照

琵琶湖西岸断層帯は、知内断層・饗庭野断層・上寺断層・勝野断層・比良断層・堅田断層・比叡断層・膳所断層及び西岸湖底断層など、複数の断層により構成されている。一般に琵琶湖西岸断層帯は1つの起震断層により構成されていると考えられているが、饗庭野断層帯と琵琶湖西岸断層帯の2つの起震断層に区分する説もある。
断層は東西水平圧縮により琵琶湖ブロックが比良・丹波ブロックにアンダースラストして発生する西側隆起の逆断層で、横ずれ成分は認められていない。断層面上端深さは、断層や撓曲による変位が地表面に達しており、北部では断層崖および琵琶湖西岸の湖底で湖盆を形成している。
琵琶湖西岸断層帯の最北の断層は知内断層である。その北部にはマキノ断層が連続しているが断層の変位方向が異なることから一体とは考えられていない。また南端に近い比叡断層の近傍にも小関越断層があるが、これも断層の変位方向が異なることから一体とは考えられていない。

### 北部
高島市を縦断する断層帯で、主な断層は知内断層、饗庭野断層、上寺断層、勝野断層などである。北端は北緯35度29分・東経136度02分、南端は北緯35度17分・東経136度01分で、北端と南端を直線で結ぶとほぼ南北に走向している。全長は約23キロメートルである。傾斜は西傾斜（西側に向かって深くなる）である。地震発生層の下限深さは、約15キロメートルと推定され、断層面の幅は不明である。 
平均的なずれ速度は1000年あたり約1.8－2.1メートルで、平均活動間隔は1000-2800年。これらから1回あたりのずれ量は上下方向に2-5メートル程度と推定されている。
最新の活動は饗庭野断層付近で、トレンチ調査により約2800年前以後-約2400年前以前と推定される。

### 南部
高島市南方の琵琶湖西岸付近から大津市国分付近を縦断する断層帯で、主な断層は西岸湖底断層、比良断層、堅田断層、比叡断層、膳所断層などである。北端は北緯35度17分・東経136度03分、南端は北緯34度58分・東経135度54分で、北端と南端を直線で結ぶと真北から東に20度に走向している。全長は約38キロメートルである。傾斜は西傾斜で、その角度は地下約3キロメートルまでは40度、地下約3-5キロメートルまでは35度で、5キロメートル以深は不明である。地震発生層の下限深さは、約15-20キロメートルと推定され、断層面の幅は不明である。
平均的なずれ速度は1000年あたり約1.4メートルで、平均活動間隔は4500年-6000年。これらから1回あたりのずれ量は上下方向に6-8メートル程度と推定されている。
最新の活動は、トレンチ調査により11世紀以後、12世紀以前と推定されており、1185年に発生した文治地震の震源であった可能性がある。

### 歴史時代の活動
地質学的調査による最新活動については前述のとおりであるが、歴史資料などからこれ以外にも琵琶湖西岸断層帯が活動した可能性が指摘されている。
航空写真などを用いて地表面の微小地形から断層を判別した東郷正美（2000年）は、条里制による地割が行われた以降（7世紀中葉以後）に活動があった可能性を指摘している。
また東郷は、1819年に近江国を中心に被害があったいわゆる文政近江地震について饗庭野断層の活動であった可能性を指摘するが、定説とはなっていない。
また1662年に発生した寛文近江・若狭地震は一般に三方・花折断層帯による活動とされているが、宇佐美龍夫（2003年）など複数の研究者が琵琶湖西岸での地形変動の記録を根拠として饗庭野断層や堅田断層などが活動した可能性を指摘している。